# Meteorski pljusak
Meteorski pljusak, meteorska kiša ili meteorski roj je pojava skupine meteora iz jedne točke na nebu (radijanta). U obilnome meteorskom pljusku u jednom satu pojavi se više desetaka ili stotina meteora. Pljusak traje od nekoliko sati do više dana. Meteorski pljuskovi potječu s putanja postojećih ili iščezlih kometa, najčešće se pojavljuju s periodom od jedne godine, na primjer Liridi (22. travnja), Perzeidi (11. ili 12. kolovoza), Andromedidi (14. studenoga), Leonidi (16. do 18. studenoga), Geminidi (13. prosinca) i drugi. Ovi su meteori zapravo svemirske krhotine koje velikim brzinama udaraju u Zemljinu atmosferu, pri čemu se na nebu, na putanji meteora, pojavljuju svijetle trake. Većina je dijelova manja od zrna pijeska, pa ih jako mali broj dospije do tla. Ostatci koji su dovoljno veliki da prežive pad nazivaju se meteoritima. Meteorske su kiše vrlo rijetka pojava, zbiju se tek nekoliko puta unutar jednog stoljeća. Pojam meteorske kiše (pljuska) neki poistovjećuju s pojmom meteorskog potoka, što je pogrešno.

## Što uzrokuje meteorske pljuskove
Kako se približavanjem kometa Suncu povećava temperatura na njegovoj površini, led se počinje topiti i topljenjem leda komet se počinje raspadati te se tom vrtnjom oko Sunca kometi mrve. Iza njega ostaje trag prašine i komadića stijena. Ako se kometova putanja presiječe sa Zemljinom i na Zemljinoj stazi ostavi prašine, Zemlja će svake godine ulijetati u taj oblak prašine. Zbog trenja zraka u atmosferi, čestice prašine se zapale i u atmosferi nakratko ostave sjajan trag - nastaje meteor. Visina na kojoj nastaju ti tragovi izgaranja je od 40 do 80 km. Brzina kojom udaraju je oko 62 km/s (Perzeidi), te je velika rijetkost da meteor dođe do tla.
Meteorski rojevi nastaju s ulaskom Zemlje u oblak sitnih krutih čestica. Promatrajući staze meteora, čini nam se, zbog perspektive, da izviru iz jednog područja neba; to je radijant. Meteorskih rojeva ima nekoliko desetaka i odlikuju se dobom godine kada se javljaju. Rojevi nastaju od kometa koji još postoje ili koji su već nestali. Čak je i za mnoge sporadičke meteore nađeno da stižu s kometskih staza. No to ne isključuje mogućnost da rojevi nastaju u području ekliptike i na neki drugi način. Kometi su praćeni oblakom praha koji je najveće gustoće u blizini samog kometa; oblak praha protegnut stazom zvat ćemo meteorskim potokom. Na stazama starih kometa, a i kometa koji su nestali, prah je rasprostrt jednoliko. Do razlike u jačini pljuskova od godine do godine dolazi ako prah nije rasprostrt jednoliko uzduž potoka, jer Zemlja nije u prilici prijeći potok uvijek na mjestu istog zgušćenja. Potoke meteora poremećuje osim toga privlačna sila planeta. Pljusak traje po više dana. Među rojevima ima takvih koji su otkriveni danju, uz pomoć radiolokacije. Oni mogu predstavljati iste rojeve koji se u drugom dijelu godine jave noću. Jedan od dnevnih jesu β - tauridi, a njemu odgovaraju noćni, tauridi.

## Poznate meteorske kiše
Najpoznatija meteorska kiša su Perzeidi ili Suze svetog Lovre. Vidljivi su u noći s 12. na 13. kolovoza. 

### Radijant
Radijant (prema lat. radians, genitiv radiantis: koji zrači, sja) je točka na nebeskoj sferi iz koje se čini da se širi roj meteora.

### Liridi
Liridi su meteorski roj kojemu je radijant u zviježđu Liri, pojavljuje se oko 20. travnja, a stiže s putanje kometa Thatcher. Opaža se već 2 500 godina, a posebno je bio jak 15. pr. Kr.

### Perzeidi
Perzeidi su meteorski roj kojemu je radijant u zviježđu Perzeju, zapaža se od 25. srpnja do 20. kolovoza, s najvećom učestalošću 12. kolovoza kad se može pojaviti i 80 meteora na sat. Ti se meteori gibaju srednjom geocentričnom brzinom od 60 km/s. Potječe s putanje kometa Swift-Tuttle. U narodu je poznat po nazivu Suze svetog Lovre. 

### Andromedidi
Andromedidi ili Bielidi su meteorski roj kojemu je radijant u zviježđu Andromedi, pojavljuje se od 23. do 27. studenoga. Potječe s putanje Bielina kometa. Bielin komet  (označen kao 3D/Biela) bio je s putanjom u blizini Zemljine. Nije se ničim odlikovao do 1846., kada mu se jezgra razdvojila. Razdvajanje je nastavljeno pa je 1852. viđen u dva dijela razmaknuta za 2 milijuna kilometara. Nikad više poslije toga nije viđen, ali su se umjesto njega počeli od 1872. javljati meteorski pljuskovi. Tako je dokazano da meteorski rojevi potječu od kometa i stižu njihovim stazama, uzduž kojih se raspršuju. Meteori Bielidi zapažaju se i danas, no u sve manjem broju.

### Leonidi
Leonidi su meteorski roj kojemu je radijant u zviježđu Lavu, pojavljuje se oko 17. studenoga. Ima maksimum, s posebno mnogo meteora, svake 33 godine, a potječe s putanje dugoperiodičnoga kometa Tempel-Tuttle. Najobilniji je pljusak bio 1833., s približno 35 000 meteora na sat.

### Geminidi
Geminidi su meteorski roj kojemu je radijant u zviježdu Blizancima, pojavljuje se u prvoj polovici prosinca. Potječe s putanje planetoida Faeton (3200 Phaethon).

### Drakonidi
Drakonidi ili Giacobinidi su meteorski roj kojemu je radijant u zviježđu Zmaju, pojavljuje se oko 8. listopada. Potječe od rasprsnuta materijala kometa Giacobini-Zinner.

## Popis meteorskih pljuskova
Bilješka: datumi su točni za 2014.
| Naziv                      | Datum                        | Vrhunac       | Rekt.     | Dekl.     | Brzina (km/s) | Meteora na sat | Izgled  | Potiče od              |
| -------------------------- | ---------------------------- | ------------- | --------- | --------- | ------------- | -------------- | ------- | ---------------------- |
| Povremeni izvor            | 10. rujna – 10. prosinca     | višestruko    | različito | različito | 30            | 4              | blijed  |                        |
| Kvadrantidi                | 28. prosinca – 12. siječnja  | 4. siječnja   | 15        | +49       | 41            | 120            | sjajan  | 2003 EH1 ?             |
| Dnevni capri.-sagit.       | 13. siječnja – 29. veljače   | 2. veljače    | 21        | −23       | 29            | 7              |         |                        |
| Alfa centauridi            | 28. siječnja – 21. veljače   | 8. veljače    | 14        | −59       | 56            | 6              | sjajan  |                        |
| Theta centauridi           | 23. siječnja – 12. ožujka    | 10. veljače   | 15        | −44       | 66            | 3              |         |                        |
| Gama normidi               | 25. veljače – 22. ožujka     | 14. ožujka    | 16        | −50       | 56            | 6              | sjajan  |                        |
| Kapa serpentidi            | 1. – 7. travnja              | 5. travnja    | 15        | +18       | 46            | 4              |         |                        |
| Virginidi                  | 22. ožujka – 26. travnja     | 17. travnja   | 12        | +10       | 20            | 5              |         |                        |
| Liridi                     | 16. – 25. travnja            | 22. travnja   | 18        | +34       | 49            | 18             | sjajan  | Komet Thatcher         |
| Pi pupidi                  | 15. – 28. travnja            | 23. travnja   | 7         | −45       | 18            | različito      | sjajan  | Komet Grigg–Skjellerup |
| Eta akvaridi               | 19. travnja – 28. svibnja    | 5. svibnja    | 23        | −1        | 66            | 65             | sjajan  | Halleyjev komet        |
| Omega cetidi               | 5. svibnja – 9. svibnja      | 7. svibnja    | 1         | −7        | 38            | 8              |         |                        |
| Eta liridi                 | 3. svibnja – 14. svibnja     | 8. svibnja    | 19        | +44       | 43            | 3              | blijed  |                        |
| Kamelopardalidi            | 23. svibnja - 24. svibnja    | 24. svibnja   | 8         | +79       | 19            | 2              |         | Komet 209P/LINEAR ?    |
| Dnevni epsilon arietidi    | 4. svibnja – 6. lipnja       | 15. svibnja   | 3         | +21       | 23            | 4              |         |                        |
| Alfa skorpidi              | 21. travnja – 26. svibnja    | 15. svibnja   | 16        | −29       | 33            | 3              |         |                        |
| Južni omega skorpidi       | 23. svibnja – 15. lipnja     | 31. svibnja   | 17        | −22       | 26            | 5              |         |                        |
| Sjeverni omega skorpidi    | 23. svibnja – 15. lipnja     | 31. svibnja   | 17        | −15       | 23            | 5              |         |                        |
| Arietidi                   | 22. svibnja – 2. srpnja      | 7. lipnja     | 3         | +24       | 37            | 54             |         | 1566 Icarus ?          |
| Dnevni zeta perzeidi       | 20. svibnja – 5. srpnja      | 9. lipnja     | 4         | +28       | 27            | 20             |         |                        |
| Lipanjski liridi           | 11. – 21. lipnja             | 16. lipnja    | 19        | +44       | 20            | 3              |         |                        |
| Južni lipanjski akvilidi   | 9. lipnja – 2. srpnja        | 16. lipnja    | 19        | −5        | 39            | 3              |         |                        |
| Pi Cetidi                  | 16. lipnja – 4. srpnja       | 26. lipnja    | 2         | −12       | 68            | 4              |         |                        |
| Lipanjski bootidi          | 22. lipnja – 2. srpnja       | 27. lipnja    | 15        | +48       | 18            | različito      | sjajan  |                        |
| Dnevni beta tauridi        | 5. srpnja – 17. srpnja       | 28.lipnja     | 6         | +24       | 31            | 10             |         |                        |
| Tau akvaridi               | 27. lipnja – 6. srpnja       | 28. lipnja    | 23        | −12       | 66            | 7              |         |                        |
| Srpanjski fenicidi         | 24. lipnja – 18. srpnja      | 12. srpnja    | 2         | −48       | 48            | 4              |         |                        |
| Sjeverni delta akvaridi    | 15. srpnja – 25. kolovoza    | 26. srpnja    | 23        | 0         | 42            | 4              |         |                        |
| Piscis austrinidi          | 15. srpnja – 10. kolovoza    | 27. srpnja    | 23        | −30       | 35            | 5              | blijed  |                        |
| Južni delta akvaridi       | 12. srpnja – 23. kolovoza    | 29. srpnja    | 23        | −16       | 41            | 16             | blijed  |                        |
| Beta kasiopeidi            | 3. srpnja – 19. kolovoza     | 29. srpnja    | 24        | 59        | 52            | 10             |         |                        |
| Alfa kaprikornidi          | 3. srpnja – 5. kolovoza      | 29. srpnja    | 20        | −10       | 23            | 5              | sjajan  |                        |
| Eta eridanidi              | 3. – 14. kolovoza            | 9. kolovoza   | 3         | −13       | 65            | 6              |         |                        |
| Perzeidi                   | 17. srpnja – 24. kolovoza    | 12. kolovoza  | 3         | +58       | 59            | 100            | sjajan  | Komet Swift-Tuttle     |
| Kapa cignidi               | 3. – 25. kolovoza            | 17. kolovoza  | 19        | +59       | 25            | 3              | blijed  |                        |
| Gama doradidi              | 27. kolovoza – 3. rujna      | 28. kolovoza  | 4         | −50       | 42            | 5              |         |                        |
| Alfa aurigidi              | 28. kolovoza – 5. rujna      | 31. kolovoza  | 6         | +39       | 66            | 6              | sjajan  |                        |
| Rujanski epsilon perzeidi  | 5. – 21. rujna               | 9. rujna      | 3         | +40       | 64            | 5              | blijed  |                        |
| Dnevni sekstantidi         | 26. rujna – 3. listopada     | 1. listopada  | 10        | −2        | 33            | 20             |         |                        |
| Drakonidi                  | 6. – 10. listopada           | 8. listopada  | 17        | +54       | 20            | različito      | srednje | Komet Giacobini-Zinner |
| Južni tauridi              | 10. listopada – 20. studenog | 10. listopada | 2         | +9        | 27            | 5              | sjajan  |                        |
| Delta aurigidi             | 10. – 18. listopada          | 11. listopada | 6         | +44       | 64            | 2              | blijed  |                        |
| Epsilon geminidi           | 14. – 27. listopada          | 18. listopada | 7         | +27       | 70            | 3              | blijed  |                        |
| Orionidi                   | 2. listopada – 7. studenog   | 21. listopada | 6         | +16       | 66            | 25             | sjajan  | Halleyjev komet        |
| Leo minoridi               | 19. – 27. listopada          | 24. listopada | 11        | +37       | 62            | 2              | blijed  |                        |
| Sjeverni tauridi           | 20. listopada – 10. prosinca | 12. studenog  | 4         | +22       | 29            | 5              | sjajan  |                        |
| Studeni jota aurigidi      | 1. – 23. studenog            | 15. studenog  | 5         | +33       | 36            | 8              |         |                        |
| Leonidi                    | 6. – 30. studenog            | 17. studenog  | 10        | +22       | 71            | 15             | sjajan  | Komet Tempel–Tuttle    |
| Alfa monocerotidi          | 15. – 25. studenog           | 21. studenog  | 8         | +1        | 65            | različito      | sjajan  |                        |
| Andromedidi                | 23. – 27. studenog           | 25. studenog  | 1         | +37       | 19            | 3              | blijed  | Bielin komet           |
| Fenicidi                   | 28. studenog – 9. prosinca   | 6. prosinca   | 1         | −53       | 18            | različito      | srednje |                        |
| Pupid-Velidi               | 1. – 15. prosinca            | višestruko    | 8         | −45       | 40            | 10             | srednje |                        |
| Monocerotidi               | 27. studenog – 17. prosinca  | 8. prosinca   | 7         | +8        | 42            | 2              | blijed  |                        |
| Sigma hidridi              | 3. – 15. prosinca            | 11. prosinca  | 8         | +2        | 58            | 3              | blijed  |                        |
| Geminidi                   | 7. – 17. prosinca            | 13. prosinca  | 7         | +33       | 35            | 120            | srednje | 3200 Phaethon          |
| Comae berenicidi           | 12. – 23. prosinca           | 15. prosinca  | 12        | +18       | 65            | 3              | blijed  |                        |
| Prosinački leonis minoridi | 5. prosinca – 4. veljače     | 19. prosinca  | 11        | +30       | 64            | 5              | blijed  |                        |
| Ursidi                     | 17. – 26. prosinca           | 23. prosinca  | 14        | +76       | 33            | 10             | blijed  |                        |
| Zeta aurigidi              | 14. prosinca – 16. lipnja    | 13. siječnja  | 77,5      | +39,3     | 14.2          |                | spori   |                        |

## Poveznice
- meteorski potok
- meteoridsko vlakno
- meteor
- asteroid
- komet

## Vanjke poveznice
- Hrvatski astronomski savez Meteorski potok Perzeidi 2011.
- The International Meteor Organisation
  - IMO 2006 Meteor Shower Calendar (Pdf)  Arhivirana inačica izvorne stranice od 6. ožujka 2006. (Wayback Machine)
- The American Meteor Society
- Meteor Showers Online, by Gary W. Kronk
- Meteor Showers  Arhivirana inačica izvorne stranice od 16. ožujka 2006. (Wayback Machine), by Sky and Telescope
- Upcoming Meteor Showers  Arhivirana inačica izvorne stranice od 16. ožujka 2006. (Wayback Machine), by Sky and Telescope
- Basics of Meteor Observing  Arhivirana inačica izvorne stranice od 16. ožujka 2006. (Wayback Machine), by Sky and Telescope
- , The Space Book by Eonitus
- Six Not-So-Famous Summer Meteor Showers Joe Rao (SPACE.com)